# 2013-as női labdarúgó-Európa-bajnokság (selejtező)
A 2013-as női labdarúgó-Európa-bajnokság selejtezőin eldőlt, melyik 11 válogatott csatlakozik a rendező Svédországhoz, hogy részt vehessenek a 2013-as női labdarúgó-Európa-bajnokságon.

## Rangsorolás holtverseny esetén
Ha két vagy több csapat a selejtezők végén holtversenyre áll, a sorrend megállapítása a következő sorrendben történik:
1. A holtversenyre álló csapatok meccsein szerzett pontok
2. A holtversenyre álló csapatok meccsein szerzett gólkülönbség
3. A holtversenyre álló csapatok meccsein szerzett több gól
4. A holtversenyre álló csapatok meccsein szerzett több idegenbeli gól (nem használható az előselejtezőkön)

Ha a holtversenyre álló csapatok száma már lecsökkent, a még mindig fennálló holtversenyeknél végig kell nézni újra az előbbi négy pontot. A következő szabályok csak ezután használandók:
1. gólkülönbség az összes találkozón
2. több lőtt gól az összes találkozón
3. pozíció az UEFA női világranglistán a csoportköri egyezésekre
4. több idegenbeli gól (nem használható az előselejtezőkön)

## Előselejtező
Nyolc csapatot két négycsapatos csoportba osztottak. A két csoportgyőztes továbbjut. A párosításokat 2010. december 3-án ismertették. A meccseket 2011. március 3-ától 8-áig rendezték. A rendezőt az alábbiakban dőlt betűvel szedjük.

### 1. csoport
| Csapat     | M | Gy | D | V | LG | KG | GK | P |
| ---------- | - | -- | - | - | -- | -- | -- | - |
| Macedónia  | 3 | 2  | 1 | 0 | 7  | 2  | +5 | 7 |
| Litvánia   | 3 | 1  | 1 | 1 | 5  | 3  | +2 | 4 |
| Luxemburg  | 3 | 1  | 0 | 2 | 4  | 9  | –5 | 3 |
| Lettország | 3 | 1  | 0 | 2 | 1  | 3  | –2 | 3 |

| 2011. március 3. 13:00 |

| Litvánia    | 1 – 1       | Macedónia    |
| ----------- | ----------- | ------------ |
| Budrytė 71' | Jegyzőkönyv | Andonova 21' |

| Stadion Mladost, Sztrumica Nézőszám: 15 Játékvezető: Simona Ghisletta (svájci) |

| 2011. március 3. 13:00 |

| Luxemburg                             | 2 – 0       | Lettország |
| ------------------------------------- | ----------- | ---------- |
| Settanni 60' (11-esből) Berscheid 70' | Jegyzőkönyv |            |

| Stadion Kukuš, Sztrumica Nézőszám: 70 Játékvezető: Marija Margareta Damjanovic (horvát) |

| 2011. március 5. 13:00 |

| Luxemburg    | 1 – 5       | Macedónia                                        |
| ------------ | ----------- | ------------------------------------------------ |
| Settanni 82' | Jegyzőkönyv | Andonova 21' Brahimi 24' Saliihi 59' Rochi 90+3' |

| Stadion Mladost, Sztrumica Nézőszám: 75 Játékvezető: Simona Ghisletta (svájci) |

| 2011. március 5. 13:00 |

| Lettország   | 1 – 0       | Litvánia |
| ------------ | ----------- | -------- |
| Sokolova 13' | Jegyzőkönyv |          |

| Stadion Kukuš, Sztrumica Nézőszám: 30 Játékvezető: Ivana Projkovska (macedón) |

| 2011. március 8. 13:00 |

| Litvánia                                           | 4 – 1       | Luxemburg |
| -------------------------------------------------- | ----------- | --------- |
| Imanalijeva 45+2' 85' Vanagaitė 48' Stasiulytė 59' | Jegyzőkönyv |           |

| Stadion Mladost, Sztrumica Nézőszám: 20 Játékvezető: Marija Margareta Damjanovic (horvát) |

| 2011. március 8. 13:00 |

| Macedónia | 1 – 0       | Lettország |
| --------- | ----------- | ---------- |
| Rochi 31' | Jegyzőkönyv |            |

| Stadion Kukuš, Sztrumica Nézőszám: 100 Játékvezető: Sabine Bonnin (francia) |

### 2. csoport
| Csapat       | M | Gy | D | V | LG | KG | GK | P |
| ------------ | - | -- | - | - | -- | -- | -- | - |
| Örményország | 3 | 1  | 2 | 0 | 2  | 1  | +1 | 5 |
| Málta        | 3 | 1  | 1 | 1 | 2  | 3  | –1 | 4 |
| Grúzia       | 3 | 1  | 1 | 1 | 1  | 1  | 0  | 4 |
| Feröer       | 3 | 1  | 0 | 2 | 2  | 2  | 0  | 3 |

| 2011. március 3. 11:00 |

| Grúzia | 0 – 1       | Málta            |
| ------ | ----------- | ---------------- |
|        | Jegyzőkönyv | D'Agostino 90+1' |

| Nemzeti Stadion, Ta’ Qali Nézőszám: 220 Játékvezető: Pernilla Larsson (svéd) |

| 2011. március 3. 14:00 |

| Feröer | 0 – 1       | Örményország |
| ------ | ----------- | ------------ |
|        | Jegyzőkönyv |              |

| Nemzeti Stadion, Ta’ Qali Nézőszám: 30 Játékvezető: Sjoukje de Jong (holland) |

| 2011. március 5. 11:00 |

| Örményország | 0 – 0       | Grúzia |
| ------------ | ----------- | ------ |
|              | Jegyzőkönyv |        |

| Nemzeti Stadion, Ta’ Qali Nézőszám: 30 Játékvezető: Pernilla Larsson (svéd) |

| 2011. március 5. 14:00 |

| Feröer                      | 2 – 0       | Málta |
| --------------------------- | ----------- | ----- |
| Josephsen 26' O. Hansen 86' | Jegyzőkönyv |       |

| Nemzeti Stadion, Ta’ Qali Nézőszám: 250 Játékvezető: Lilach Asulin (izraeli) |

| 2011. március 8. 11:00 |

| Grúzia            | 1 – 0       | Feröer |
| ----------------- | ----------- | ------ |
| Chichinadze 90+5' | Jegyzőkönyv |        |

| Nemzeti Stadion, Ta’ Qali Nézőszám: 20 Játékvezető: Lilach Asulin (izraeli) |

| 2011. március 8. 14:00 |

| Málta         | 1 – 1       | Örményország     |
| ------------- | ----------- | ---------------- |
| Cuschieri 14' | Jegyzőkönyv | Mangaszarjan 64' |

| Nemzeti Stadion, Ta’ Qali Nézőszám: 250 Játékvezető: Sjoukje de Jong (holland) |

## Selejtezőkör
Az előselejtező két győztese bekerült a 36 legerősebb nemzetbe (kivéve ez alól az automatikusan kijutó Svédország) és négy ötcsapatos, továbbá három hatcsapatos csoportban folytatták a küzdelmeket. A csoportgyőztesek és a legjobb második kijut a tornára. A másik hat csoportmásodik három oda-visszavágós párharcot játszik, ezek győztesei szintén kijutnak. A selejtezősorozat ezen része 2011 szeptemberétől 2012 szeptemberéig tartott.

### Kalapbeosztás
| A kalap                                                                                      | B kalap                                                                          | C kalap                                                                              | D kalap                                                                         | E kalap |
| -------------------------------------------------------------------------------------------- | -------------------------------------------------------------------------------- | ------------------------------------------------------------------------------------ | ------------------------------------------------------------------------------- | --- |
| Németország (címvédő) · Norvégia · Anglia · Franciaország · Olaszország · Dánia · Finnország | Oroszország · Hollandia · Izland · Spanyolország · Ukrajna · Skócia · Csehország | Svájc · Lengyelország · Írország · Ausztria · Belgium · Fehéroroszország · Szlovénia | Magyarország · Szerbia · Portugália · Görögország · Szlovákia · Románia · Wales | Bulgária · Észak-Írország · Törökország · Izrael · Észtország · Horvátország · Kazahsztán · Bosznia-Hercegovina · Örményország · Macedónia |

Mivel a Bosznia-Hercegovinai Labdarúgó-szövetséget (NFSBiH) a FIFA kizárási veszélye fenyegette, Bosznia-Hercegovina automatikusan az első csoport 6. pozíciójába került, hogy kizárás esetén egy ötcsapatos csoport ne csökkenjen négy csapatra. A sorsolás 2011. március 14-én történt.

### 1. csoport
| # | Csapat              | M  | Gy | D | V | GK    | P  |
| - | ------------------- | -- | -- | - | - | ----- | -- |
| 1 | Olaszország         | 10 | 9  | 1 | 0 | 35:0  | 28 |
| 2 | Oroszország         | 10 | 7  | 1 | 2 | 30:06 | 22 |
| 3 | Lengyelország       | 10 | 5  | 2 | 3 | 17:10 | 17 |
| 4 | Bosznia-Hercegovina | 10 | 3  | 1 | 6 | 12:21 | 07 |
| 5 | Görögország         | 10 | 0  | 5 | 5 | 07:20 | 05 |
| 6 | Macedónia           | 10 | 0  | 2 | 8 | 05:49 | 02 |

|                     | Bosznia-Hercegovina | Görögország | Olaszország | Észak-Macedónia | Lengyelország | Oroszország |
| ------------------- | ------------------- | ----------- | ----------- | --------------- | ------------- | ----------- |
| Bosznia-Hercegovina | –                   | 1–1         | 0–1         | 1–0             | 0–2           | 0–1         |
| Görögország         | 2–3                 | –           | 0–0         | 2–2             | 1–1           | 0–4         |
| Olaszország         | 4–0                 | 2–0         | –           | 9–0             | 1–0           | 2–0         |
| Macedónia           | 2–6                 | 1–1         | 0–9         | –               | 0–3           | 0–6         |
| Lengyelország       | 4–0                 | 2–0         | 0–5         | 4–0             | –             | 0–3         |
| Oroszország         | 4–1                 | 4–0         | 0–2         | 8–0             | 1–1           | –           |

- A Lengyelország-Oroszország találkozó végeredménye 0–2 lett, de az UEFA a mérkőzést 3–0-lal az oroszoknak adta.

### 2. csoport
| # | Csapat        | M  | Gy | D | V | GK    | P  |
| - | ------------- | -- | -- | - | - | ----- | -- |
| 1 | Németország   | 10 | 9  | 1 | 0 | 64:03 | 28 |
| 2 | Spanyolország | 10 | 6  | 2 | 2 | 43:14 | 20 |
| 3 | Románia       | 10 | 5  | 1 | 4 | 20:20 | 16 |
| 4 | Svájc         | 10 | 5  | 0 | 5 | 29:24 | 15 |
| 5 | Kazahsztán    | 10 | 2  | 1 | 7 | 04:55 | 07 |
| 6 | Törökország   | 10 | 0  | 1 | 9 | 04:48 | 01 |

|               | Németország | Kazahsztán | Románia | Spanyolország | Svájc | Törökország |
| ------------- | ----------- | ---------- | ------- | ------------- | ----- | ----------- |
| Németország   | –           | 17–0       | 5–0     | 5–0           | 4–1   | 10–0        |
| Kazahsztán    | 0–7         | –          | 0–3     | 0–4           | 1–0   | 2–0         |
| Románia       | 0–3         | 3–0        | –       | 0–4           | 4–2   | 7–1         |
| Spanyolország | 2–2         | 13–0       | 0–0     | –             | 3–2   | 4–0         |
| Svájc         | 0–6         | 8–1        | 4–1     | 4–3           | –     | 5–0         |
| Törökország   | 0–5         | 0–0        | 1–2     | 1–10          | 1–3   | –           |

- A spanyol María Paz Vilas új rekordot állított be, amikor hét gólt lőtt Kazahsztánnak.[5]

### 3. csoport
| # | Csapat         | M  | Gy | D | V  | GK    | P  |
| - | -------------- | -- | -- | - | -- | ----- | -- |
| 1 | Norvégia       | 10 | 8  | 0 | 2  | 35:09 | 24 |
| 2 | Izland         | 10 | 7  | 1 | 2  | 28:04 | 22 |
| 3 | Belgium        | 10 | 6  | 2 | 2  | 18:08 | 20 |
| 4 | Észak-Írország | 10 | 3  | 2 | 5  | 12:15 | 11 |
| 5 | Magyarország   | 10 | 3  | 1 | 6  | 18:22 | 10 |
| 6 | Bulgária       | 10 | 0  | 0 | 10 | 01:54 | 0  |

|                | Belgium | Bulgária | Magyarország | Izland | Észak-Írország | Norvégia |
| -------------- | ------- | -------- | ------------ | ------ | -------------- | -------- |
| Belgium        | –       | 5–0      | 2–1          | 1–0    | 2–2            | 0–1      |
| Bulgária       | 0–1     | –        | 0–4          | 0–10   | 0–1            | 0–3      |
| Magyarország   | 1–3     | 9–0      | –            | 0–1    | 2–2            | 0–5      |
| Izland         | 0–0     | 6–0      | 3–0          | –      | 2–0            | 3–1      |
| Észak-Írország | 0–2     | 4–1      | 0–1          | 0–2    | –              | 3–1      |
| Norvégia       | 3–2     | 11–0     | 6–0          | 2–1    | 2–0            | –        |

### 4. csoport
| # | Csapat        | M | Gy | D | V | GK    | P  |
| - | ------------- | - | -- | - | - | ----- | -- |
| 1 | Franciaország | 8 | 8  | 0 | 0 | 32:02 | 24 |
| 2 | Skócia        | 8 | 5  | 1 | 2 | 21:12 | 16 |
| 3 | Wales         | 8 | 3  | 1 | 4 | 12:14 | 10 |
| 4 | Írország      | 8 | 3  | 0 | 5 | 08:11 | 09 |
| 5 | Izrael        | 8 | 0  | 0 | 8 | 01:35 | 0  |

|               | Franciaország | Izrael | Írország | Skócia | Wales |
| ------------- | ------------- | ------ | -------- | ------ | ----- |
| Franciaország | –             | 5–0    | 4–0      | 2–0    | 4–0   |
| Izrael        | 0–5           | –      | 0–2      | 1–6    | 0–2   |
| Írország      | 1–3           | 2–0    | –        | 0–1    | 0–1   |
| Skócia        | 0–5           | 8–0    | 2–1      | –      | 2–2   |
| Wales         | 1–4           | 5–0    | 0–2      | 1–2    | –     |

### 5. csoport
| # | Csapat           | M | Gy | D | V | GK    | P  |
| - | ---------------- | - | -- | - | - | ----- | -- |
| 1 | Finnország       | 8 | 6  | 1 | 1 | 22:04 | 19 |
| 2 | Ukrajna          | 8 | 5  | 1 | 2 | 18:04 | 16 |
| 3 | Fehéroroszország | 8 | 4  | 1 | 3 | 10:17 | 13 |
| 4 | Szlovákia        | 8 | 3  | 1 | 4 | 08:07 | 10 |
| 5 | Észtország       | 8 | 0  | 0 | 8 | 05:31 | 0  |

|                  | Fehéroroszország | Észtország | Finnország | Szlovákia | Ukrajna |
| ---------------- | ---------------- | ---------- | ---------- | --------- | ------- |
| Fehéroroszország | –                | 2–1        | 2–2        | 1–0       | 0–5     |
| Észtország       | 2–4              | –          | 0–5        | 0–2       | 1–4     |
| Finnország       | 4–0              | 6–0        | –          | 2–0       | 0–1     |
| Szlovákia        | 3–0              | 3–1        | 0–1        | –         | 0–2     |
| Ukrajna          | 0–1              | 5–0        | 1–2        | 0–0       | –       |

### 6. csoport
| # | Csapat       | M | Gy | D | V | GK    | P  |
| - | ------------ | - | -- | - | - | ----- | -- |
| 1 | Anglia       | 8 | 6  | 2 | 0 | 22:02 | 20 |
| 2 | Hollandia    | 8 | 6  | 1 | 1 | 20:02 | 19 |
| 3 | Szerbia      | 8 | 4  | 1 | 3 | 15:18 | 13 |
| 4 | Szlovénia    | 8 | 1  | 1 | 6 | 06:21 | 04 |
| 5 | Horvátország | 8 | 0  | 1 | 7 | 06:26 | 01 |

|              | Horvátország | Anglia | Hollandia | Szerbia | Szlovénia |
| ------------ | ------------ | ------ | --------- | ------- | --------- |
| Horvátország | –            | 0–6    | 0–3       | 1–4     | 3–3       |
| Anglia       | 3–0          | –      | 1–0       | 2–0     | 4–0       |
| Hollandia    | 2–0          | 0–0    | –         | 6–0     | 3–1       |
| Szerbia      | 4–2          | 2–2    | 0–4       | –       | 3–0       |
| Szlovénia    | 1–0          | 0–4    | 0–2       | 1–2     | –         |

### 7. csoport
| # | Csapat       | M | Gy | D | V | GK    | P  |
| - | ------------ | - | -- | - | - | ----- | -- |
| 1 | Dánia        | 8 | 7  | 0 | 1 | 29:03 | 21 |
| 2 | Ausztria     | 8 | 6  | 1 | 1 | 16:09 | 19 |
| 3 | Csehország   | 8 | 4  | 1 | 3 | 16:09 | 13 |
| 4 | Portugália   | 8 | 2  | 0 | 6 | 16:13 | 06 |
| 5 | Örményország | 8 | 0  | 0 | 8 | 02:44 | 0  |

|              | Örményország | Ausztria | Csehország | Dánia | Portugália |
| ------------ | ------------ | -------- | ---------- | ----- | ---------- |
| Örményország | –            | 2–4      | 0–2        | 0–5   | 0–8        |
| Ausztria     | 3–0          | –        | 1–1        | 3–1   | 1–0        |
| Csehország   | 5–0          | 2–3      | –          | 0–2   | 1–0        |
| Dánia        | 11–0         | 3–0      | 1–0        | –     | 2–0        |
| Portugália   | 6–0          | 0–1      | 2–5        | 0–3   | –          |

### Csoportmásodikok rangsora
A legjobb csoportmásodik automatikusan továbbjutott a tornára, a megmaradók pedig play-off meccseket játszottak. Míg néhány csoport 5 csapatot, más csoportok 6 válogatottat tartalmaztak, így az utolsó helyezett elleni eredményeiket ennél a rangsornál nem vették figyelembe. Minden csapatnak 8 mérkőzését számolták bele az alábbi tabellába. A legjobb második Hollandia lett.
| Cs | Csapat        | M | Gy | D | V | LG | KG | GK  | P  |
| -- | ------------- | - | -- | - | - | -- | -- | --- | -- |
| 6  | Hollandia     |   | 6  | 1 | 1 | 20 | 2  | +18 | 19 |
| 7  | Ausztria      |   | 6  | 1 | 1 | 16 | 9  | +7  | 19 |
| 5  | Ukrajna       |   | 5  | 1 | 2 | 18 | 4  | +14 | 16 |
| 1  | Oroszország   |   | 5  | 1 | 2 | 17 | 6  | +11 | 16 |
| 4  | Skócia        |   | 5  | 1 | 2 | 21 | 12 | +9  | 16 |
| 3  | Izland        |   | 5  | 1 | 2 | 12 | 4  | +8  | 16 |
| 2  | Spanyolország |   | 4  | 2 | 2 | 29 | 13 | +16 | 14 |

## Rájátszás
A hat fennmaradó csoportmásodik három oda-visszavágós párharcot játszott egymással. A három, UEFA-ranglistán legjobban álló nemzet lett kiemelt, ők játszhatták második mérkőzéseiket hazai pályán. A sorsolást 2012. szeptember 21-én, helyi idő szerint 12:45-kor tartották a nyoni (Svájc) UEFA-székházban.
A kiemelt csapatok a következők:  Izland,  Oroszország és  Spanyolország.
| 1. csapat | Össz. | 2. csapat     | 1. mérk. | 2. mérk.   |
| --------- | ----- | ------------- | -------- | ---------- |
| Skócia    | 3–4   | Spanyolország | 1–1      | 2–3 (h.u.) |
| Ukrajna   | 4–6   | Izland        | 2–3      | 2–3        |
| Ausztria  | 1–3   | Oroszország   | 0–2      | 1–1        |

### 1. mérkőzések
| 2012. október 20. 15:00 |

| Skócia                | 1–1         | Spanyolország |
| --------------------- | ----------- | ------------- |
| Little 26' (11-esből) | Jegyzőkönyv | Adriana 30'   |

| Hampden Park, Glasgow Nézőszám: 4 058 Játékvezető: Esther Staubli (svájci) |

| 2012. október 20. 15:00 |

| Ukrajna                  | 2–3         | Izland                                           |
| ------------------------ | ----------- | ------------------------------------------------ |
| Romanenko 39' Csorna 51' | Jegyzőkönyv | Ómarsdóttir 5' Magnúsdóttir 25' Viðarsdóttir 64' |

| Sport Complex, Szevasztopol Nézőszám: 1,000 Játékvezető: Kirsi Heikkinen (finn) |

| 2012. október 21. 18:30 |

| Ausztria | 0–2         | Oroszország                     |
| -------- | ----------- | ------------------------------- |
|          | Jegyzőkönyv | Szavcsenkova 25' Szilyapina 43' |

| NV Arena, Sankt Pölten Nézőszám: 3,600 Játékvezető: Jenny Palmqvist (svéd) |

### 2. mérkőzések
| 2012. október 24. 18:00 |

| Spanyolország                            | 3–2 (h. u.) | Skócia                  |
| ---------------------------------------- | ----------- | ----------------------- |
| Adriana 74' Meseguer 113' Boquete 120+2' | Jegyzőkönyv | Mitchell 62' Little 98' |

| La Ciudad del Fútbol, Madrid Nézőszám: 800 Játékvezető: Bibiana Steinhaus (német) |

Továbbjutott Spanyolország összesítésben 4–3-mal
| 2012. október 25. 17:00 |

| Oroszország    | 1–1         | Ausztria     |
| -------------- | ----------- | ------------ |
| Kostyukova 30' | Jegyzőkönyv | Puntigam 75' |

| Olimp – 2, Rosztov-na-Donu Nézőszám: 5,000 Játékvezető: Efthalia Mitsi (görög) |

Továbbjutott Oroszország összesítésben 3–1-gyel
| 2012. október 25. 20:30 |

| Izland                                             | 3–2         | Ukrajna                     |
| -------------------------------------------------- | ----------- | --------------------------- |
| Viðarsdóttir 8' Ómarsdóttir 12' Brynjarsdóttir 76' | Jegyzőkönyv | Diatel 36' Apanascsenko 72' |

| Laugardalsvöllur, Reykjavík Nézőszám: 6,647 Játékvezető: Teodora Albon (román) |

Továbbjutott Izland összesítésben 6–4-gyel

## A góllövőlista élmezőnye
A góllövőlista élmezőnye a 2013-as női labdarúgó-Európa-bajnokság selejtezősorozatában a következő:
| # | Név                       | Gólok száma | Játékpercek |
| - | ------------------------- | ----------- | ----------- |
| 1 | Célia Okoyino da Mbabi    | 17          | 532'        |
| 2 | Ramona Bachmann           | 11          | 848'        |
| 3 | María Paz Vilas           | 10          | 269'        |
| 3 | Verónica Boquete          | 10          | 799'        |
| 5 | Patrizia Panico           | 9           | 593'        |
| 5 | Isabell Herlovsen         | 9           | 630'        |
| 5 | Pernille Harder           | 9           | 720'        |
| 5 | Margrét Lára Viðarsdóttir | 9           | 824'        |
| 9 | Alexandra Popp            | 8           | 473'        |
| 9 | Manon Melis               | 8           | 540'        |
| 9 | Anna Żelazko              | 8           | 627'        |

## Fordítás
Ez a szócikk részben vagy egészben  az   UEFA Women's Euro 2013 qualifying című angol Wikipédia-szócikk ezen változatának fordításán alapul.  Az eredeti cikk szerkesztőit annak laptörténete sorolja fel. Ez a jelzés csupán a megfogalmazás eredetét és a szerzői jogokat jelzi, nem szolgál a cikkben szereplő információk forrásmegjelöléseként.